# Ethnische Minderheit
Eine ethnische Minderheit bezeichnet eine Bevölkerungsgruppe innerhalb eines Staates, die sich durch gemeinsame ethnische, kulturelle, religiöse oder sprachliche Merkmale von der Mehrheitsbevölkerung unterscheidet. Diese Gruppen sind zahlenmäßig kleiner als der Rest der Bevölkerung und befinden sich oft in einer nicht-dominanten Position. Ein wesentliches Merkmal ethnischer Minderheiten ist ihr Wille zur Bewahrung der eigenen Identität, Kultur, Traditionen, Religion oder Sprache. Die Angehörigen einer ethnischen Minderheit sind in der Regel Staatsbürger des Landes, in dem sie leben, und unterhalten oft langjährige, feste und dauerhafte Bindungen zu diesem Staat. Ethnische Minderheiten können sowohl alteingesessen als auch durch neuere Einwanderung entstanden sein.
Die Definition und Anerkennung ethnischer Minderheiten variiert je nach Land und kann rechtliche Implikationen haben, insbesondere im Hinblick auf Minderheitenrechte und Schutzmaßnahmen. Trotz fehlender einheitlicher Definition besteht weitgehend Konsens darüber, dass ethnische Minderheiten durch objektive Unterscheidungsmerkmale wie Sprache, Religion oder Kultur sowie durch subjektive Merkmale wie ein Zugehörigkeitsgefühl und den Willen zur Bewahrung der eigenen Identität gekennzeichnet sind.

## Definition und Merkmale
Mit „ethnischer Minderheit“ wird eine Volksgruppe bezeichnet, deren Angehörige sich durch gemeinsame ethnische, kulturelle, religiöse oder sprachliche Merkmale von der Mehrheitsbevölkerung eines Staates unterscheidet. Diese Gruppe ist zahlenmäßig kleiner als der Rest der Bevölkerung und befindet sich in einer nicht-dominanten Position innerhalb des Staates. Ein wesentliches Merkmal ethnischer Minderheiten ist ihr Wille zur Bewahrung der eigenen Identität, Kultur, Traditionen, Religion oder Sprache. Die Angehörigen einer ethnischen Minderheit sind in der Regel Staatsbürger des Landes, in dem sie leben, und unterhalten oft langjährige, feste und dauerhafte Bindungen zu diesem Staat. Die Gruppengröße einer ethnischen Minderheit sollte ausreichend repräsentativ sein, auch wenn sie im Vergleich zur Mehrheitsgesellschaft zahlenmäßig unterlegen ist. Ethnische Minderheiten können sowohl alteingesessen als auch durch neuere Einwanderung entstanden sein. In manchen Fällen verteilen sich ethnische Minderheiten auf mehrere Staaten, wie beispielsweise die Basken in Spanien und Frankreich.
Der Begriff „ethnische Minderheit“ wird in verschiedenen Ländern unterschiedlich interpretiert. In den Vereinigten Staaten beispielsweise kann eine gemeinsame Herkunft ausreichen, um als ethnische Minderheit zu gelten, auch wenn keine sprachlichen, kulturellen oder religiösen Unterschiede zur Mehrheitsbevölkerung bestehen. Die Definition einer ethnischen Minderheit kann auch rechtliche Implikationen haben, insbesondere im Hinblick auf Minderheitenrechte und Schutzmaßnahmen. Es gibt keine universell akzeptierte Definition des Begriffs und die Kriterien können je nach rechtlichem und politischem Kontext variieren. Trotz fehlender einheitlicher Definition besteht weitgehend Konsens darüber, dass ethnische Minderheiten durch objektive Unterscheidungsmerkmale wie Sprache, Religion oder Kultur sowie durch subjektive Merkmale wie ein Zugehörigkeitsgefühl und den Willen zur Bewahrung der eigenen Identität gekennzeichnet sind.

## Ethnogenese

### Entstehung von ethnischen Minderheiten
Ethnische Minderheiten entstehen durch verschiedene historische, soziale und politische Prozesse. Ein wesentlicher Faktor ist die Migration von Bevölkerungsgruppen, sei es durch freiwillige Wanderung oder erzwungene Umsiedlung. Auch die Kolonisation von Gebieten kann zur Bildung ethnischer Minderheiten führen, wenn die ursprüngliche Bevölkerung zur Minderheit im eigenen Land wird. Grenzverschiebungen und Staatenbildungen spielen ebenfalls eine wichtige Rolle, indem sie Teile einer Volksgruppe von ihrer Hauptgruppe abtrennen und zu Minderheiten in einem neuen Staatsgebiet machen. Die Entstehung von Nationalstaaten in den letzten 200 Jahren hat diesen Prozess vielfach verstärkt, da Nationalstaaten oft versuchten, ethnische, religiöse und sprachliche Grenzen politisch zu steuern. In einigen Fällen widerstanden bestimmte Gruppen dem nationalstaatlichen Homogenisierungsprozess und blieben als autochthone Minderheiten bestehen. Auch die Vermischung unterschiedlicher Völker im Laufe der Geschichte kann zur Herausbildung neuer ethnischer Gruppen führen, die sich als Minderheiten verstehen. Wirtschaftliche Faktoren wie Arbeitsmigration tragen ebenfalls zur Entstehung ethnischer Minderheiten bei, wie das Beispiel der „Gastarbeiter“ in Deutschland zeigt. In manchen Fällen werden ethnische Minderheiten auch durch staatliche Kategorisierung und Anerkennung als solche definiert. Die demografische Entwicklung spielt eine Rolle, wenn Bevölkerungsgruppen durch niedrige Geburtenraten oder Abwanderung zu Minderheiten werden. Konflikte und Kriege können ebenfalls zur Entstehung ethnischer Minderheiten führen, indem sie Fluchtbewegungen auslösen oder bestehende ethnische Strukturen verändern. In einigen Regionen tragen auch geographische Faktoren wie die Besiedlung abgelegener Gebiete zur Herausbildung und Erhaltung ethnischer Minderheiten bei.

### Auflösung von ethnischen Minderheiten
Die Auflösung von ethnischen Minderheiten ist ein komplexer Prozess, der verschiedene Formen annehmen kann. Historisch betrachtet wurde dieser Prozess oft durch staatliche Maßnahmen forciert, die auf eine ethnische Homogenisierung des Nationalstaats abzielten. Eine Methode zur Auflösung von Minderheiten ist die erzwungene Assimilation, bei der die Minderheit gezwungen wird, ihre Sprache, Kultur und Identität aufzugeben und sich der Mehrheitsgesellschaft anzupassen. Eine weitere Form ist die ethnische Säuberung, bei der Angehörige einer Minderheit gewaltsam aus einem bestimmten Gebiet vertrieben werden. Zwangsumsiedlungen, bei denen ganze Bevölkerungsgruppen in andere Regionen deportiert werden, stellen eine weitere Variante dar. In einigen Fällen kam es auch zu Bevölkerungsaustausch zwischen Staaten, bei dem Minderheiten wechselseitig umgesiedelt wurden. Die Auflösung von Minderheiten kann auch durch subtilere Methoden wie Diskriminierung, Marginalisierung und Verweigerung von Minderheitenrechten vorangetrieben werden. In extremen Fällen mündete die Politik der Minderheitenauflösung in Genozid, wie im Fall der Armenier im Osmanischen Reich. Historische Beispiele für Versuche der Minderheitenauflösung finden sich in vielen Regionen Europas, insbesondere nach dem Ersten Weltkrieg und dem Zerfall der multiethnischen Imperien. In der Zwischenkriegszeit verfolgten viele neu entstandene Nationalstaaten in Osteuropa eine Politik der ethnischen Homogenisierung. Auch autoritäre Regime wie das nationalsozialistische Deutschland oder die Sowjetunion unter Josef Stalin betrieben eine radikale Politik der Minderheitenauflösung. In jüngerer Zeit waren ethnische Säuberungen und Vertreibungen von Minderheiten beispielsweise während der Jugoslawienkriege zu beobachten. Die internationale Gemeinschaft hat auf diese Entwicklungen mit der Schaffung von Minderheitenschutzregimen reagiert, die das Recht auf Bewahrung der eigenen Identität garantieren sollen. Dennoch bleibt der Schutz von Minderheiten vor Auflösungsbestrebungen eine globale Herausforderung. In vielen Staaten sind ethnische Minderheiten nach wie vor von Diskriminierung und Marginalisierung betroffen, was langfristig zu ihrer Auflösung führen kann. Die Geschichtswissenschaft hat sich in den letzten Jahrzehnten verstärkt der Erforschung von Minderheitengeschichte und Prozessen der Minderheitenauflösung zugewandt. Dabei wird auch die Rolle von Nationalismus und ethnischem Homogenitätsstreben als Triebkräfte für die Auflösung von Minderheiten untersucht.

## Rechtlicher Status und Schutz
Der rechtliche Status und Schutz ethnischer Minderheiten ist in verschiedenen internationalen Abkommen und nationalen Gesetzen verankert. Das Rahmenübereinkommen zum Schutz nationaler Minderheiten des Europarats von 1995 stellt dabei ein zentrales völkerrechtlich verbindliches Instrument dar. Es verpflichtet die Vertragsstaaten, die Bedingungen zu fördern, die es Angehörigen nationaler Minderheiten ermöglichen, ihre Kultur, Sprache und Traditionen zu bewahren. Ein wesentliches Element ist das Diskriminierungsverbot aufgrund der Zugehörigkeit zu einer nationalen Minderheit. Die Europäische Charta der Regional- oder Minderheitensprachen ergänzt den Schutz durch spezifische Sprachenrechte. Auf EU-Ebene verbietet Artikel 21 der Grundrechtecharta Diskriminierung aufgrund der Zugehörigkeit zu einer nationalen Minderheit. Das Rahmenübereinkommen sieht zudem vor, dass die Vertragsstaaten geeignete Maßnahmen ergreifen, um in allen Bereichen des wirtschaftlichen, sozialen, politischen und kulturellen Lebens die vollständige und tatsächliche Gleichheit zwischen Angehörigen einer nationalen Minderheit und Angehörigen der Mehrheit zu fördern. In Deutschland genießen die anerkannten nationalen Minderheiten – Dänen, Friesen, Sorben sowie Sinti und Roma – einen besonderen Schutz und eine spezifische Förderung durch Bund und Länder. Die Umsetzung der völkerrechtlichen Verpflichtungen wird durch einen Beratenden Ausschuss des Europarats überwacht, dem die Staaten regelmäßig Berichte vorlegen müssen. Trotz dieser rechtlichen Rahmenbedingungen zeigen Studien, dass ethnische Minderheiten in der Praxis weiterhin mit Diskriminierung konfrontiert sind, etwa im Justizsystem. Das Europäische Parlament fordert daher die Entwicklung von EU-weiten Mindestnormen für den Minderheitenschutz. Eine Herausforderung bleibt die fehlende allgemein anerkannte Definition des Begriffs der „nationalen Minderheit“, wodurch den Staaten ein gewisser Ermessensspielraum bei der Anerkennung von Gruppen als Minderheiten zukommt.

## Situation
Die Situation ethnischer Minderheiten ist ein komplexes und vielschichtiges Thema, das weltweit von großer Bedeutung ist. Schätzungen zufolge gibt es in Europa über 400 Minderheitengemeinschaften, die etwa 14 % der Bevölkerung ausmachen, während es auf anderen Kontinenten wie Afrika, Asien und Amerika die ethnische Vielfalt noch ausgeprägter ist. Trotz rechtlicher Schutzmaßnahmen und internationaler Abkommen berichten viele Angehörige ethnischer Minderheiten von Diskriminierung und Benachteiligung in verschiedenen Lebensbereichen. Die Herausforderungen reichen von ungleichem Zugang zu Bildung und Gesundheitsversorgung bis hin zu Problemen bei der politischen Repräsentation und der Wahrung kultureller Identitäten. In einigen Regionen haben historische Ereignisse wie Kolonialismus und willkürliche Grenzziehungen die Situation ethnischer Minderheiten nachhaltig beeinflusst. Obwohl viele Staaten Maßnahmen zur Förderung und zum Schutz ethnischer Minderheiten ergriffen haben, bleibt die vollständige gesellschaftliche Inklusion und Gleichberechtigung eine fortlaufende Herausforderung.

### Situation in den DACH-Staaten
In den DACH-Staaten (Deutschland, Österreich, Schweiz) gibt es verschiedene anerkannte ethnische Minderheiten, deren Situation sich teilweise unterscheidet. In Deutschland werden vier Gruppen offiziell als nationale Minderheiten anerkannt: die dänische Minderheit, die friesische Volksgruppe, das sorbische Volk und die deutschen Sinti und Roma. Österreich erkennt sechs autochthone Volksgruppen an: Slowenen in Kärnten und der Steiermark, Kroaten und Ungarn im Burgenland, Tschechen und Slowaken in Wien sowie Roma. In der Schweiz gibt es keine vergleichbare offizielle Zuordnung, lediglich die Jenischen und Sinti/Manouches werden als nationale Minderheiten geschützt.
Die Größe dieser Gruppen variiert: In Deutschland leben schätzungsweise 50.000 Angehörige der dänischen Minderheit, während die Zahl der Sinti und Roma auf 70.000 bis 140.000 geschätzt wird. Der rechtliche Schutz dieser Minderheiten basiert in Deutschland und Österreich auf dem Rahmenübereinkommen zum Schutz nationaler Minderheiten des Europarates. In der Schweiz gibt es keinen vergleichbaren rechtlichen Rahmen, jedoch werden sprachliche Minderheiten durch die Mehrsprachigkeit des Landes geschützt. Trotz rechtlicher Schutzmaßnahmen berichten Angehörige ethnischer Minderheiten in allen drei Ländern von Diskriminierungserfahrungen. In Deutschland zeigen Studien, dass insbesondere Sinti und Roma in verschiedenen Lebensbereichen Benachteiligungen erfahren. In Österreich und der Schweiz gibt es weniger umfassende Daten zur Diskriminierung ethnischer Minderheiten, jedoch weisen Berichte auf ähnliche Herausforderungen hin.
Die DACH-Staaten haben in den letzten Jahren verschiedene Maßnahmen ergriffen, um den Schutz und die Förderung ihrer ethnischen Minderheiten zu verbessern, darunter die Einrichtung von Antidiskriminierungsstellen und die Umsetzung von EU-Rahmenprogrammen zur Integration. Dennoch bleibt die vollständige gesellschaftliche Inklusion und Gleichberechtigung ethnischer Minderheiten in allen drei Ländern eine fortlaufende Herausforderung.

### Situation in Europa
Die Situation ethnischer Minderheiten in Europa ist komplex und vielfältig. In Europa insgesamt gibt es mehr als 400 Minderheitengemeinschaften, die etwa 14 % der europäischen Bevölkerung ausmachen. Die Roma bilden mit schätzungsweise 10 bis 12 Millionen Menschen die größte ethnische Minderheit in Europa, wobei etwa 6 Millionen in der EU leben. Andere bedeutende Minderheiten umfassen etwa 19 Millionen europäische Muslime und 8 Millionen schwarze Europäer.
In vielen Ländern verteilen sich ethnische Minderheiten über mehrere Staaten, wie beispielsweise die Basken und Katalanen in Spanien und Frankreich. In Ostmittel- und Südosteuropa leben noch rund 500.000 Deutsche als Minderheit, mit den größten Gruppen in Polen, Ungarn und Rumänien. Die Situation ethnischer Minderheiten variiert stark zwischen den einzelnen Ländern, wobei einige Staaten wie Frankreich keine offiziellen ethnischen Minderheiten anerkennen, während andere wie Ungarn 13 anerkannte Minderheiten haben. Trotz rechtlicher Schutzmaßnahmen, wie dem Rahmenübereinkommen zum Schutz nationaler Minderheiten des Europarates, berichten viele Angehörige ethnischer Minderheiten von Diskriminierung und Ausgrenzung. Insbesondere im Bereich Wohnen zeigen sich deutliche Benachteiligungen und Segregationstendenzen für ethnische Minderheiten und Migranten in ganz Europa. Die EU-Antidiskriminierungsrichtlinien haben positive Auswirkungen auf die Etablierung grundlegender Standards für staatliches Handeln, jedoch bleibt Diskriminierung im Wohnungsbereich oft unzureichend erforscht und überwacht.

### Situation in Afrika
Ethnische Minderheiten in Afrika sehen sich vielfältigen Herausforderungen gegenüber, die ihre soziale, wirtschaftliche und politische Teilhabe beeinträchtigen. In vielen afrikanischen Ländern führt die ungleiche Verteilung von Ressourcen und politischer Macht entlang ethnischer Linien zu Spannungen und Konflikten. Besonders indigene Völker wie die San, Khoikhoi oder Massai erfahren oft Diskriminierung und werden von ihrem angestammten Land vertrieben. Die willkürlichen Grenzziehungen der Kolonialmächte haben in einigen Fällen zusammengehörige Ethnien getrennt oder rivalisierende Gruppen in einem Staat zusammengezwungen, was bis heute Auswirkungen hat.
In manchen afrikanischen Ländern werden ethnische Minderheiten systematisch von Bildung, Gesundheitsversorgung und wirtschaftlichen Möglichkeiten ausgeschlossen. Bewaffnete Konflikte zwischen ethnischen Gruppen, wie in der Demokratischen Republik Kongo oder im Sudan, haben verheerende Folgen für die Zivilbevölkerung. Einige Staaten versuchen durch Verfassungsänderungen und Gesetze die Rechte von Minderheiten besser zu schützen, wie etwa die Anerkennung der Berbersprache Tamazight als Amtssprache in Marokko. In anderen Ländern werden ethnische Spannungen jedoch politisch instrumentalisiert, was die Marginalisierung von Minderheiten verstärkt. Die Afrikanische Kommission der Menschenrechte und der Rechte der Völker hat in einigen Fällen indigenen Gruppen Landrechte zugesprochen, doch die Umsetzung solcher Entscheidungen bleibt oft mangelhaft. Migrationsbewegungen innerhalb Afrikas führen dazu, dass sich ethnische Minderheiten auch in Städten und neuen Regionen bilden, wo sie häufig Diskriminierung erfahren. In einigen Ländern wie Südafrika oder Kenia haben ethnische Spannungen in der Vergangenheit zu gewaltsamen Ausschreitungen geführt. Internationale Organisationen kritisieren, dass viele afrikanische Regierungen zu wenig unternehmen, um die Rechte und den Schutz ethnischer Minderheiten zu gewährleisten.

### Situation in Amerika
Die ethnische Vielfalt in Nord- und Südamerika ist das Ergebnis komplexer historischer Prozesse, die von Kolonisation, Sklaverei und Einwanderung geprägt wurden. In den Vereinigten Staaten bilden die nicht-hispanischen Weißen mit 58 % der Bevölkerung noch die Mehrheit, doch ihr Anteil sinkt stetig. Die größte ethnische Minderheit in den USA sind die Hispanics mit 19 % der Gesamtbevölkerung, gefolgt von Afroamerikanern mit 13 % und asiatischen Amerikanern mit 6 %. In Lateinamerika ist die Situation deutlich heterogener, mit einem hohen Anteil an indigener Bevölkerung in Ländern wie Bolivien, Ecuador, Guatemala und Peru. Insgesamt leben in Lateinamerika etwa 40 bis 50 Millionen Indigene, was 8 bis 12 Prozent der Gesamtbevölkerung entspricht. Die ethnische Zusammensetzung variiert stark zwischen den Ländern: In Brasilien beispielsweise machen Indigene weniger als 1 % der Bevölkerung aus, während es über 170 verschiedene indigene Sprachgruppen gibt. In vielen lateinamerikanischen Ländern bilden Mestizen, also Menschen gemischter europäischer und indigener Abstammung, einen bedeutenden Teil der Bevölkerung. Afrolateinamerikaner, Nachfahren afrikanischer Sklaven, stellen in einigen Ländern wie Brasilien und Kolumbien ebenfalls große Minderheiten dar.
In den USA zeigt sich ein Trend zur zunehmenden ethnischen Diversifizierung: Ein Drittel der US-Bürger lebt mittlerweile in Bezirken, die mehrheitlich nicht-weiß sind. Trotz rechtlicher Fortschritte sind ethnische Minderheiten auf beiden Teilkontinenten oft noch von Armut und Diskriminierung betroffen. In den letzten Jahrzehnten haben sich in vielen Ländern indigene Bewegungen formiert, die für mehr Rechte und Anerkennung kämpfen. Die demografischen Prognosen deuten darauf hin, dass die ethnische Diversität in Nord- und Südamerika weiter zunehmen wird, was gesellschaftliche und politische Herausforderungen mit sich bringt.

### Situation in Asien
In Asien leben zahlreiche ethnische Minderheiten, deren Situation in vielen Ländern der Region von Diskriminierung und Benachteiligung geprägt ist. Schätzungen zufolge gibt es allein in Südostasien über 350 verschiedene ethnische Minderheitengruppen. In China werden offiziell 55 ethnische Minderheiten anerkannt, die zusammen etwa 8,5 % der Gesamtbevölkerung ausmachen. Viele ethnische Minderheiten in Asien leben in abgelegenen Bergregionen und sprechen eigene Sprachen, was ihnen den Zugang zu Bildung und wirtschaftlichen Möglichkeiten erschwert. In einigen Ländern wie Myanmar und Sri Lanka kam es in der Vergangenheit zu gewaltsamen Konflikten zwischen der Mehrheitsbevölkerung und ethnischen Minderheiten. Die rechtliche und politische Situation ethnischer Minderheiten variiert stark zwischen den asiatischen Ländern. Während einige Staaten wie Nepal und die Philippinen Gesetze zum Schutz indigener Völker verabschiedet haben, fehlen in anderen Ländern entsprechende Regelungen. In vielen asiatischen Ländern sind ethnische Minderheiten in Parlamenten und Regierungsinstitutionen unterrepräsentiert.
Studien zeigen, dass Angehörige ethnischer Minderheiten in Asien häufig Diskriminierung auf dem Arbeitsmarkt, im Bildungssystem und im Alltag erfahren. Die COVID-19-Pandemie hat in einigen asiatischen Ländern zu verstärkter Diskriminierung gegenüber bestimmten ethnischen Gruppen geführt. Internationale Organisationen wie die Vereinten Nationen und die Internationale Arbeitsorganisation setzen sich für eine Verbesserung der Rechte ethnischer Minderheiten in Asien ein. In einigen Ländern wie Indonesien spielen Gerichte und Menschenrechtskommissionen eine zunehmend wichtige Rolle beim Schutz der Rechte indigener Völker. Trotz einiger Fortschritte in den letzten Jahren bestehen in vielen asiatischen Staaten weiterhin erhebliche Herausforderungen bei der Gewährleistung der Rechte ethnischer Minderheiten.

### Situation in Australien und Ozeanien
Die ethnische Zusammensetzung in Australien und Ozeanien ist durch eine große Vielfalt gekennzeichnet, wobei die indigenen Völker in vielen Ländern der Region eine bedeutende Minderheit darstellen. In Australien machen die Aborigines und Torres-Strait-Insulaner etwa 3,8 % der Gesamtbevölkerung aus, während sie in Neuseeland als Maori rund 15 % der Einwohner stellen. Die Situation dieser ethnischen Minderheiten ist oft von historisch bedingten Benachteiligungen geprägt, die sich in verschiedenen Lebensbereichen manifestieren. So weisen indigene Gruppen in Australien eine geringere Lebenserwartung, höhere Kindersterblichkeit und niedrigere Bildungs- sowie Beschäftigungsquoten auf. In Neuseeland zeigen sich ähnliche Disparitäten, wobei die Maori im Durchschnitt schlechter ausgebildet und häufiger von Arbeitslosigkeit betroffen sind als der Rest der Bevölkerung. Bemühungen zur Verbesserung der Situation indigener Minderheiten umfassen Programme wie „Closing the Gap“ in Australien, die darauf abzielen, die Lebensbedingungen in Bereichen wie Gesundheit, Bildung und Justiz anzugleichen. In einigen pazifischen Inselstaaten bilden ethnische Minderheiten aus Asien eine wachsende Gruppe, was zu demografischen Verschiebungen führt.
Die Anerkennung von Landrechten indigener Völker hat in den letzten Jahrzehnten in verschiedenen Ländern der Region Fortschritte gemacht, wie beispielsweise durch das Mabo-Urteil in Australien oder Entschädigungsvereinbarungen mit Maori-Stämmen in Neuseeland. Trotz dieser Entwicklungen bleiben viele ethnische Minderheiten in Ozeanien sozioökonomisch marginalisiert. In einigen Gebieten, wie auf Hawaii, haben Migrationsbewegungen innerhalb der Region zu Spannungen zwischen verschiedenen ethnischen Gruppen geführt. Die Erhaltung und Wiederbelebung indigener Kulturen und Sprachen ist ein wichtiges Anliegen vieler ethnischer Minderheiten in der Region, wobei in einigen Ländern wie Papua-Neuguinea eine außergewöhnliche sprachliche Vielfalt mit über 800 indigenen Sprachen besteht. Die Situation ethnischer Minderheiten in Australien und Ozeanien bleibt komplex und vielschichtig, geprägt von historischen Ungerechtigkeiten, aktuellen Herausforderungen und Bemühungen um Anerkennung und Gleichberechtigung.

## Herausforderungen und Probleme
Ethnische Minderheiten sehen sich in vielen Gesellschaften mit zahlreichen Herausforderungen und Problemen konfrontiert. Ein zentrales Problem stellt die Diskriminierung dar, die sich in verschiedenen Lebensbereichen manifestiert, insbesondere auf dem Arbeitsmarkt, bei der Wohnungssuche und im Bildungssystem. Studien zeigen, dass Angehörige ethnischer Minderheiten fast doppelt so häufig von Diskriminierungserfahrungen berichten wie die Mehrheitsbevölkerung. Diese Benachteiligungen können zu einer erhöhten Arbeitslosigkeit und Armut unter ethnischen Minderheiten führen. Auch der Zugang zu hochwertiger Bildung und Gesundheitsversorgung ist für viele Angehörige ethnischer Minderheiten erschwert. Sprachbarrieren und kulturelle Unterschiede können zusätzliche Hürden bei der Integration in die Mehrheitsgesellschaft darstellen. In einigen Fällen führt die Marginalisierung ethnischer Minderheiten zu sozialen Spannungen und Konflikten mit der Mehrheitsbevölkerung. Ethnische Minderheiten sind zudem häufiger von Armut betroffen, selbst wenn andere Faktoren wie Bildungshintergrund oder Wohnort eigentlich bessere finanzielle Ergebnisse erwarten ließen. In manchen Regionen sehen sich ethnische Minderheiten mit der Bedrohung ihrer kulturellen Identität durch Assimilationsdruck oder die Abwanderung junger Menschen konfrontiert. Politische Unterrepräsentation und mangelnde Partizipationsmöglichkeiten stellen weitere Herausforderungen dar. In extremen Fällen können ethnische Minderheiten Opfer von Gewalt, Verfolgung und Vertreibung werden. Die Staatenlosigkeit bestimmter ethnischer Minderheitengruppen führt zu zusätzlichen rechtlichen und sozialen Problemen. Auch innerhalb ethnischer Minderheitengruppen können Fragmentierungen und Konflikte zwischen verschiedenen Untergruppen auftreten. In einigen Ländern werden ethnische Minderheiten im Justizsystem überproportional häufig verhaftet und erhalten strengere Strafen. Der Mangel an systematischer Erfassung und Dokumentation von Diskriminierungserfahrungen ethnischer Minderheiten erschwert in vielen Fällen die Entwicklung gezielter Gegenmaßnahmen.

## Integration und Minderheitenpolitik
Die Integration ethnischer Minderheiten und die damit verbundene Minderheitenpolitik stellen zentrale Herausforderungen für viele Staaten dar. In Deutschland werden als nationale Minderheiten offiziell die Dänen, Friesen, Sorben sowie Sinti und Roma anerkannt, die bestimmte Kriterien wie deutsche Staatsangehörigkeit und traditionelle Ansässigkeit erfüllen. Der Schutz dieser Minderheiten basiert auf dem Rahmenübereinkommen des Europarats zum Schutz nationaler Minderheiten sowie der Europäischen Charta der Regional- oder Minderheitensprachen. Die Bundesregierung und die Bundesländer fördern die anerkannten Minderheiten finanziell zur Pflege ihrer Sprache und Kultur. Für andere ethnische Gruppen wie Zugewanderte gelten diese Minderheitenrechte nicht, was teilweise kritisiert wird.
Die EU-Grundrechtecharta verbietet Diskriminierungen aufgrund der Zugehörigkeit zu einer nationalen Minderheit, überlässt die konkrete Ausgestaltung des Minderheitenschutzes aber weitgehend den Mitgliedstaaten. In der Integrationspolitik hat sich der Fokus in den letzten Jahrzehnten von einer reinen Assimilationspolitik hin zu Konzepten der interkulturellen Öffnung und Teilhabe verschoben. Der Nationale Aktionsplan Integration bildet seit 2012 den strategischen Rahmen für die Integrationspolitik in Deutschland. Zentrale Elemente sind Sprachförderung, Bildung, Arbeitsmarktintegration sowie die Förderung gesellschaftlicher Teilhabe. Dabei wird Integration zunehmend als gesamtgesellschaftliche Querschnittsaufgabe verstanden. Gleichzeitig bleiben Fragen der politischen Partizipation und Staatsbürgerschaft für viele Zugewanderte ohne deutschen Pass weiterhin umstritten. Auf EU-Ebene wird diskutiert, inwieweit gemeinsame Mindestnormen für den Minderheitenschutz entwickelt werden sollten. Insgesamt bleibt die Balance zwischen der Anerkennung kultureller Vielfalt und dem Ziel gesellschaftlicher Integration eine fortwährende politische Herausforderung.

## Rolle der Medien
Die Rolle der Medien in Bezug auf ethnische Minderheiten ist vielschichtig und hat weitreichende Auswirkungen auf die gesellschaftliche Wahrnehmung und Integration dieser Gruppen. Studien zeigen, dass ethnische Minderheiten in den Massenmedien oft unterrepräsentiert oder stereotyp dargestellt werden. Diese Darstellung kann zur Reproduktion von Vorurteilen und zur Marginalisierung von Minderheiten beitragen. Insbesondere werden ethnische Minderheiten häufig in Zusammenhang mit Problemen oder Kriminalität thematisiert, was ein verzerrtes Bild in der Öffentlichkeit erzeugen kann.
Die mediale Repräsentation ethnischer Minderheiten hat sich jedoch im Laufe der Zeit verändert, wobei in den letzten Jahren eine zunehmende Sensibilisierung für das Thema zu beobachten ist. Einige Medien bemühen sich aktiv um eine ausgewogenere Darstellung und die Einbindung von Journalisten mit Migrationshintergrund. Die Nutzung von Ethnomedien durch Minderheiten kann einerseits zur Bewahrung kultureller Identität beitragen, andererseits aber auch die Gefahr der medialen Segregation bergen. Forschungen zeigen, dass viele Angehörige ethnischer Minderheiten sowohl Medien des Aufnahmelandes als auch herkunftssprachliche Medien nutzen, was als „hybride Mediennutzung“ bezeichnet wird.
Die Präsenz von Personen mit Migrationshintergrund in den Medien, sei es als Journalisten, Moderatoren oder Schauspieler, wird als wichtiger Faktor für eine angemessene Repräsentation und Integration angesehen. Allerdings zeigen Studien, dass der Anteil von Menschen mit Migrationshintergrund in deutschen Redaktionen noch immer gering ist. Die Art und Weise, wie Medien über ethnische Minderheiten berichten, kann den öffentlichen Diskurs über Zuwanderung und Integration maßgeblich beeinflussen. Daher wird in der Forschung und Medienpolitik zunehmend die Forderung nach einer differenzierteren und vielfältigeren Darstellung ethnischer Minderheiten in den Medien laut.

## Beispiele

### Sorben
Die Sorben sind eine westslawische Volksgruppe, die als anerkannte nationale Minderheit in Deutschland lebt. Ihr Siedlungsgebiet, die Lausitz, erstreckt sich über Teile der Bundesländer Sachsen und Brandenburg. Die Gesamtzahl der Sorben wird auf etwa 60.000 Menschen geschätzt, wobei etwa 40.000 in der sächsischen Oberlausitz und 20.000 in der brandenburgischen Niederlausitz leben. Die sorbische Sprache, die zur westslawischen Sprachgruppe gehört, teilt sich in zwei Varianten: Obersorbisch, das dem Tschechischen nahesteht, und Niedersorbisch, das dem Polnischen ähnelt.
Die Sorben sind Nachfahren slawischer Stämme, die im 6. Jahrhundert n. Chr. in das Gebiet zwischen Ostsee und Erzgebirge einwanderten. Trotz jahrhundertelanger Assimilierungsversuche und Unterdrückung, insbesondere während der NS-Zeit, konnten die Sorben ihre kulturelle Eigenständigkeit bewahren. Die sorbische Kultur zeichnet sich durch eine reiche Tradition an Bräuchen und Festen aus, wie beispielsweise die Vogelhochzeit am 25. Januar oder das Osterreiten. In der Lausitz ist die Zweisprachigkeit durch zweisprachige Orts- und Straßenschilder sichtbar. Die Rechte der Sorben sind in den Verfassungen der Länder Sachsen und Brandenburg verankert. Zur Pflege und Förderung der sorbischen Sprache und Kultur gibt es verschiedene Institutionen, darunter das Sorbische Institut in Bautzen und Cottbus, das Deutsch-Sorbische Volkstheater und das Sorbische National-Ensemble. Die Domowina, gegründet 1912, fungiert als Dachverband sorbischer Vereine und vertritt die Interessen des sorbischen Volkes in der Öffentlichkeit. In einigen Regionen der Lausitz wird sorbischer Sprachunterricht in Schulen angeboten, und es gibt Bemühungen, die sorbische Sprache durch Projekte wie das Witaj-Programm zu revitalisieren. Die Erhaltung der sorbischen Sprache und Kultur stellt angesichts der fortschreitenden Globalisierung und Digitalisierung eine besondere Herausforderung dar.

### Kurden
Die Kurden stellen eine der größten ethnischen Minderheiten im Nahen Osten dar, mit einer geschätzten Gesamtbevölkerung von 25 bis 35 Millionen Menschen. Ihr traditionelles Siedlungsgebiet, oft als Kurdistan bezeichnet, erstreckt sich über Teile der Türkei, des Irak, des Iran und Syriens. In der Türkei bilden die Kurden mit etwa 13 Millionen Menschen oder 15,3 % der Gesamtbevölkerung die größte ethnische Minderheit des Landes. Im Irak machen sie mit 3,7 Millionen etwa 15 bis 20 Prozent der Bevölkerung aus, während im Iran etwa 5,5 Millionen Kurden leben, was ungefähr 10 % der Bevölkerung entspricht. Die kurdische Sprache gehört zur Gruppe der iranischen Sprachen und umfasst verschiedene Dialekte, wobei Kurmandschi der am weitesten verbreitete ist. Religiös sind die meisten Kurden sunnitische Muslime, es gibt jedoch auch bedeutende Minderheiten von Aleviten, Schiiten, Jesiden und Christen.
In vielen Ländern des Nahen Ostens haben Kurden als ethnische Minderheit mit Diskriminierung und Unterdrückung zu kämpfen. In der Türkei war beispielsweise bis vor kurzem der Gebrauch der kurdischen Sprache verboten. Im Irak erlebten die Kurden unter der Herrschaft Saddam Husseins schwere Repressionen, einschließlich des Einsatzes chemischer Waffen gegen kurdische Zivilisten. Trotz dieser Herausforderungen haben die Kurden in einigen Regionen, wie der Autonomen Region Kurdistan im Nordirak, ein gewisses Maß an Selbstverwaltung erreicht. In der Diaspora, insbesondere in Deutschland, wo schätzungsweise 1,3 Millionen Kurden leben, hat sich eine vielfältige kurdische Infrastruktur entwickelt, die soziale Beratung, Selbsthilfeorganisationen und kulturelle Einrichtungen umfasst. Die kurdische Identität und Kultur werden in der Diaspora oft stärker betont und ausgelebt als in den Herkunftsländern, wo sie teilweise unterdrückt werden.

### Uiguren
Die Uiguren stellen eine bedeutende ethnische Minderheit in der Volksrepublik China dar, deren Siedlungsschwerpunkt im Uigurischen Autonomen Gebiet Xinjiang im Nordwesten des Landes liegt. Mit einer geschätzten Bevölkerung von etwa 12 Millionen Menschen bilden sie die drittgrößte ethnische Gruppe in China. Die Uiguren unterscheiden sich von der Han-chinesischen Mehrheitsbevölkerung durch ihre turksprachige Herkunft und ihre überwiegend muslimische Religionszugehörigkeit. Historisch betrachtet haben die Uiguren eine mehr als 4000-jährige Geschichte in der Region, die sie als „Ostturkestan“ bezeichnen. Ihre Kultur ist geprägt von einer reichen Tradition in Literatur, Musik und Kunsthandwerk, die sich über Jahrhunderte entwickelt hat. In der Vergangenheit spielten die Uiguren eine wichtige Rolle entlang der Seidenstraße und im kulturellen Austausch zwischen Ost und West. Die uigurische Sprache gehört zur Familie der Turksprachen und wird in einer modifizierten arabischen Schrift geschrieben.
In den letzten Jahrzehnten hat sich die demografische Zusammensetzung in Xinjiang durch die gezielte Ansiedlung von Han-Chinesen stark verändert. Laut offiziellen Statistiken sank der Anteil der Uiguren an der Gesamtbevölkerung Xinjiangs von etwa 75 % in den 1950er Jahren auf etwa 45 % im Jahr 2020. Die uigurische Minderheit sieht sich zunehmend mit Herausforderungen in Bezug auf die Bewahrung ihrer kulturellen Identität und religiösen Praktiken konfrontiert. Internationale Organisationen und Regierungen haben Bedenken hinsichtlich der Menschenrechtssituation der Uiguren geäußert, insbesondere im Zusammenhang mit Berichten über Masseninhaftierungen und Einschränkungen der Religionsfreiheit. Die chinesische Regierung bezeichnet ihre Politik in der Region als notwendige Maßnahmen zur Bekämpfung von Terrorismus und zur Förderung der wirtschaftlichen Entwicklung. Die Situation der Uiguren als ethnische Minderheit in China bleibt ein komplexes und international diskutiertes Thema, das verschiedene Aspekte wie Kultur, Religion, Menschenrechte und geopolitische Interessen berührt.